# La Laitière et le Pot au lait

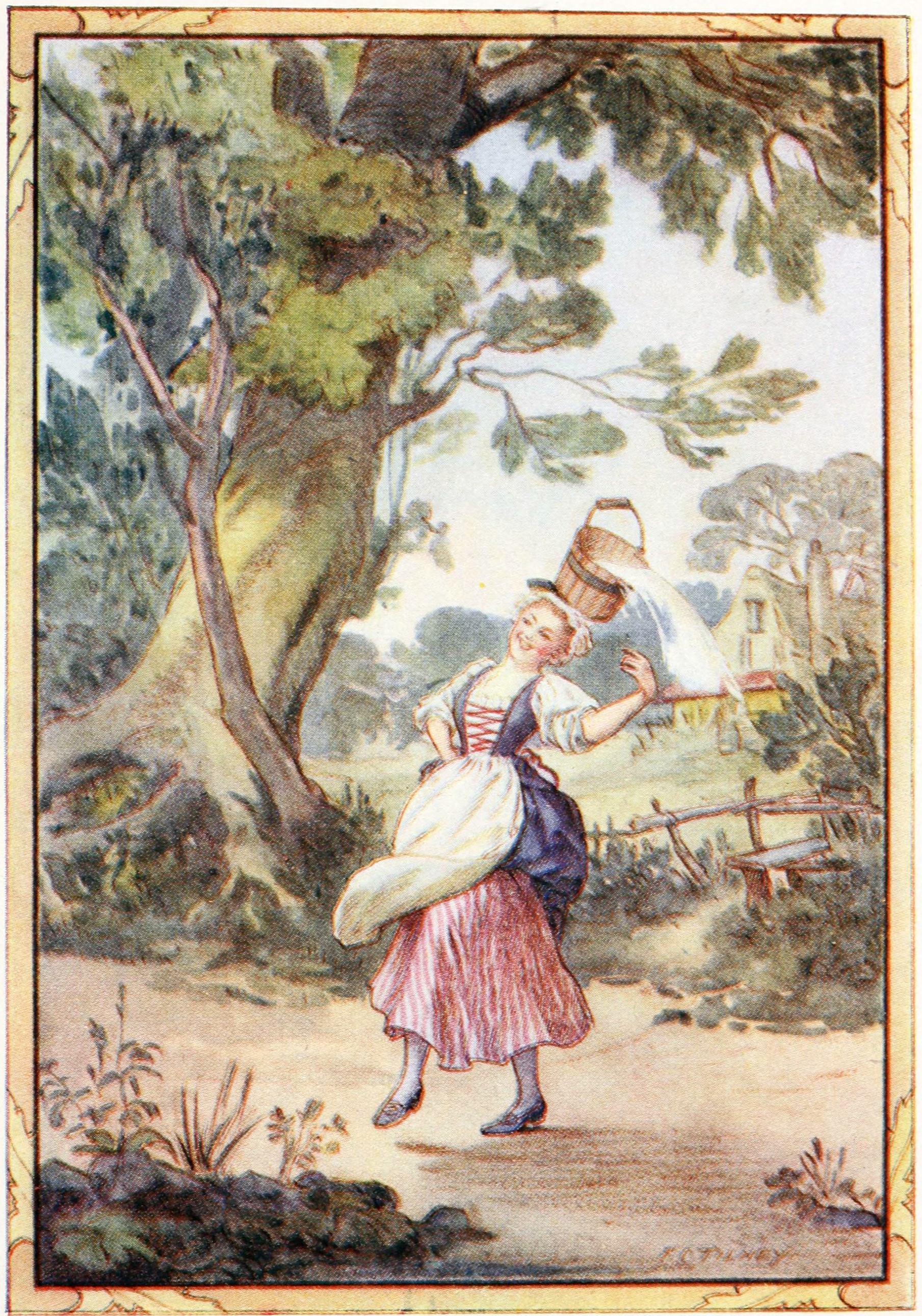

La Laitière et le Pot au lait (deutsch: Die Milchfrau/Das Milchweib/Die Milchhändlerin und der Milchtopf) ist die zehnte Fabel im siebten Buch der zweiten Fabelsammlung des französischen Dichters Jean de La Fontaine. Die deutsche Redewendung von der Milchmädchenrechnung soll auf diese Fabel zurückgehen.
Die Fabel erzählt von einer Frau namens Perrette, die sich beschwingten Schrittes mit einem Milcheimer auf dem Kopf auf den Weg in die Stadt machte, um die Milch dort zu verkaufen. Unterwegs fing sie bereits zu rechnen an, was sie später mit dem eingenommenen Geld kaufen wollte: zuerst 100 Eier, dann die daraus geschlüpften Küken verkaufen und ein junges Schweinchen kaufen, das wiederum verkaufen und eine Kuh mit einem Kalb kaufen. Sie stellte sich vor wie das Kälbchen rumspringen würde und hüpfte vor Freude mit – dabei verrutschte der Eimer auf ihrem Kopf, sodass die Milch verschüttet wurde und im Boden versickerte zusammen mit ihren eingebildeten Reichtümern. Am Ende war Perrettes einziger Wunsch nur noch, dass ihr Ehemann sie zuhause nicht verprügeln würde wegen des entstandenen Schadens.
La Fontaine hat mit der Geschichte der jungen Frau seine Kritik an zügellosem Wunschdenken hübsch verpackt und gezeigt, dass jeder Zufall die Seifenblasen platzen lassen kann und der Träumer wieder das Nichts ist, wie zu Beginn seiner Träumerei.

## Hintergrund
Die Fabel von Perrette erschien in La Fontaines Ausgabe im Jahr 1678, in deren Vorrede er selbst schrieb, dass er sich die Inspiration von dem indischen Weisen Pilpay geholt hatte. In der Panchatantra gibt es keine Erzählung von einem Milchmädchen, sondern nur eine mit ähnlichem Inhalt:
Ein Brahmane, der ein ausgesprochener Geizhals war, hatte durch Betteln etwas Reis in einem Topf gesammelt. Nach dem Essen hing er den Topf mit den Resten an einem Nagel über seinem Bett auf. Nachts sah er, in seinem Bett liegend, den Topf an und dachte bei sich, dass der Topf eigentlich randvoll sei, sodass er davon etwas verkaufen und sich etliche Ziegen kaufen könne. Dann könne er Kühe kaufen und für deren Kälber sich dann Büffel leisten. Von den Büffelkälbern würde er sich Pferde kaufen und diese dann für viel Gold verkaufen. Damit wollte er sich ein vierflügeliges Haus bauen, und danach käme ein Brahmane, der gäbe ihm seine schöne Tochter mit einer üppigen Mitgift. Die Frau würde ihm einen Sohn gebären, den er auf seinen Knien schaukeln würde und ihm aus Büchern vorlesen. Wenn sein Sohn sich zu nahe den Pferden näherte, würde er seiner Frau zurufen "Nimm das Kind weg!" – aber sie würde so vertieft in ihre Hausarbeit sein, dass sie ihn nicht hörte. Darum müsse er selbst aufstehen und ihr einen Fußtritt verpassen; als der Geizhals so dachte, trat er gedankenverloren mit dem Fuß nach seiner imaginären Frau und schlug den Reistopf von der Wand herunter.
Die Geschichtensammlung Tausendundeine Nacht enthält in der Geschichte vom fünften Bruder des Barbiers einen ähnlichen Fall. Ein Korb mit Glaswaren ist das einzige Kapital des Bruders. Er malt sich aus, wie er die Ware zum doppelten Einkaufpreis verkauft, diese Kapitalvermehrung mehrfach wiederholt und sich mit zunehmendem Reichtum ein zunehmend herablassendes Verhalten erlauben kann, bis hin zu einer Traumszene, in der er der Tochter des Wesirs einen Fußtritt verpasst. In der Wirklichkeit trifft der Tritt den Korb und alle Glaswaren zerbrechen. Vgl. Grimms Märchen Die hagere Liese und Der faule Heinz.